# آزادراه ام۶۲۱

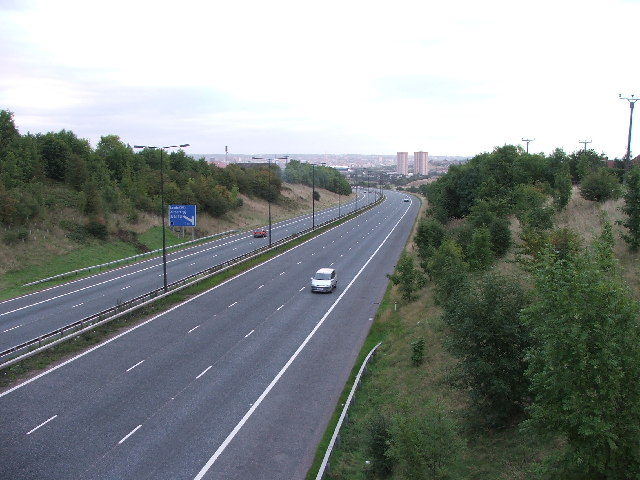
آزادراه ام۶۲۱

آزادراه ام۶۲۱ (به انگلیسی: M621 motorway) یک آزادراه در کشور انگلستان است.
این آزادراه که از شهر گیلدرسوم شروع می‌شود، ۱۲٫۴ کیلومتر (۷٫۷ مایل) مسافت دارد و در روتول به پایان می‌رسد.